# Propionitril
Propionitril (systematischer Name Propannitril) ist eine chemische Verbindung aus der Gruppe der Nitrile. Der Trivialname leitet sich von der Propionsäure ab.

## Gewinnung und Darstellung
Die erste Synthese von Propionitril (und damit des ersten Nitrils überhaupt) wurde 1834 von Théophile-Jules Pelouze beschrieben, der die Verbindung durch Reaktion von Kaliumcyanid mit Kaliumethylsulfat  gewann. Die Reaktion von Dialkylsulfaten mit Alkalimetallcyaniden ist dabei eine allgemeine Synthesemethode für aliphatische Nitrile. In allen Fällen ist das einzige Alkylierungsprodukt das entsprechende Alkylcyanid ohne Isonitril-Verunreinigung. Die Verbindung kann auch durch Erhitzen von Bariumethylsulfat  und Kaliumcyanid mit anschließender Destillation oder durch Dehydratisierung von Propionsäure + Ammoniak oder Propionamid hergestellt werden.
Industriell wird Propionitril entweder durch Hydrierung von Acrylnitril oder durch die Gasphasenreaktion von Propanal oder Propanol mit Ammoniak gewonnen. Es fällt auch als Nebenprodukt bei der Elektrohydrodimerisierung (EHD-Verfahren) von Acrylnitril zu Adiponitril an. Ein weiterer Syntheseweg zum Propionitril ist die Hydrocyanierung von Ethylen unter Nickel-Katalyse.
Allgemein lassen sich Nitrile wie Propionitril über die Kolbe-Nitrilsynthese herstellen, bei der in diesem Fall Ethanhalogenide (–Cl, –Br, –I) oder Ethyltoluol-4-sulfonat  mit Alkalimetallcyaniden in polaren, aprotischen Lösungsmitteln (DMSO, Aceton) zur Reaktion gebracht werden. Da es sich bei dem eingesetzten Cyanid um ein ambidentes Nucleophil handelt, entsteht zusätzlich auch das isomere Isonitril. Das Verhältnis von Nitril zu Isonitril ist dabei von dem Reaktionstyp und den Reaktionsbedingungen abhängig.

## Eigenschaften
Propionitril ist eine farblose, leicht flüchtige, in Wasser leicht lösliche Flüssigkeit mit einem charakteristischen Geruch. Sie ist leicht entzündlich und die Dämpfe bilden mit der Luft explosive Gemische (3,1–14 %). Bei hohen Temperaturen zersetzt sich Propionitril unter anderem zu Blausäure und zu diversen Stickoxiden.

## Verwendung
Propionitril eignet sich gut für die Weiterreaktion über Hydrolyse zu Propionamid und weiter zur Propionsäure. Reduktion beziehungsweise Hydrierung, beispielsweise mit einem Ruthenium-Katalysator, führt zu Propylamin.
Die Verbindung wird auch als Zwischenprodukt zur Herstellung anderer organischer Verbindungen verwendet, zum Beispiel bei der Synthese der Arzneimittel Flopropion  (über die Houben-Hoesch-Reaktion) und Ketoprofen.
Es wird auch als Lösungsmittel und in der organischen Synthese als Bindemittel für Harze eingesetzt.

## Externe Links zu erwähnten Verbindungen
1. ↑  Externe Identifikatoren von bzw. Datenbank-Links zu Kaliumethylsulfat:  CAS-Nr.: 563-17-7, EG-Nr.: 209-244-4, ECHA-InfoCard: 100.008.405, PubChem: 23680282, ChemSpider: 61705, Wikidata: Q81989079.
2. ↑  Externe Identifikatoren von bzw. Datenbank-Links zu Bariumethylsulfat:  CAS-Nr.: 6509-22-4, EG-Nr.: 229-401-0, ECHA-InfoCard: 100.026.729, PubChem: 51051600, Wikidata: Q72444797.
3. ↑  Externe Identifikatoren von bzw. Datenbank-Links zu Ethyltosylat:  CAS-Nr.: 80-40-0, EG-Nr.: 201-276-7, ECHA-InfoCard: 100.001.161, PubChem: 6638, ChemSpider: 6386, Wikidata: Q27253524.